# Yamamoto Baiitsu

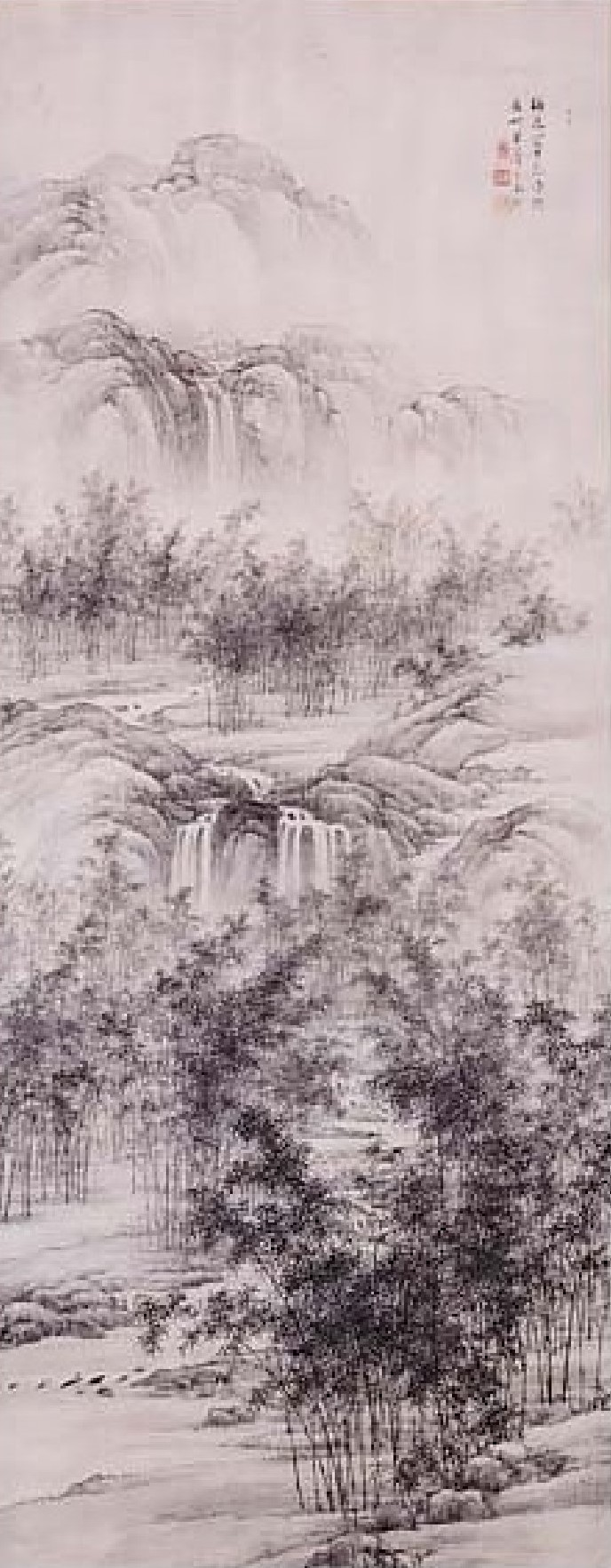
Wasserfall und Bambushain

Yamamoto Baiitsu (japanisch 山本 梅逸, eigentlicher Vorname: Shinryō (親亮); geb. 14. November 1783 in Nagoya; gest. 7. Februar 1856 ebendort) war ein japanischer Maler im Nanga-Stil der späten Edo-Zeit.

## Leben und Werk
Yamamoto Baiitsu war der älteste Sohn eines Bildhauers in Nagoya. Er zeigte schon früh Interesse an der Malerei und lernte deren Grundzüge – wie Nakabayashi Chikutō – unter Kamiya Ten’yū (神谷 天遊), einem reichen Pfandleiher, Antiquitätenkenner und Amateurmaler, indem er dessen Werke im Stil des südlichen Song kopierte. Baiitsu war sehr von Wang Wans Tuschmalereien von Kirschblüten beeindruckt.
1803 ging Baiitsu mit Chikutō nach Kyōto und bildete sich weiter unter Yamada Kujō und Yamamoto Rantei (山本 蘭亭), arbeitete auch mit Uragami Shunkin (1779–1846) zusammen. Er studierte dort auch chinesische Gemälde in Tempeln in und auch außerhalb der Stadt. Auf diese  Weise entwickelte er seinen eigenen Stil. 1854 ging er zurück nach Nagoya, wo er zum offiziellen Maler des Owari-Klans ernannt wurde und Samurai-Status erhielt. Er starb bereits zwei Jahre später.
Baiitsus Landschaften, Figuren und Blumen- und Vögel-Bildern beeindrucken, sie alle sind geschmackvoll und gut gestaltet. Baiitsu war sehr produktiv, und viele seiner Werke existieren noch. So gehört er mit Chikutō zu den großen Nanga-Malern in Nagoya, wo er auch viele Schüler hatte.
Zu seinen Meisterwerken gehören „Wasserfall und Bambushain“ (畳泉密竹図, Jōsen mitchiku-zu) im Städtischen Museum Nagoya (名古屋市博物館), eine Hängerolle, die als „Wichtiger Kunstgegenstand“ (重要美術品, Jūyō bijtsuhin) registriert ist. Weiter ist besonders erwähnenswert ein Stellschirm-Paar mit dem Titel „Kiefer, Bambus und Pflaume“ (松竹梅, Chōchikubai-zu): das sind die klassischen „Drei Freunde der kalten Jahreszeit“ in Ostasien. Das Werk befindet sich im Cleveland Museum of Art.

## Bilder

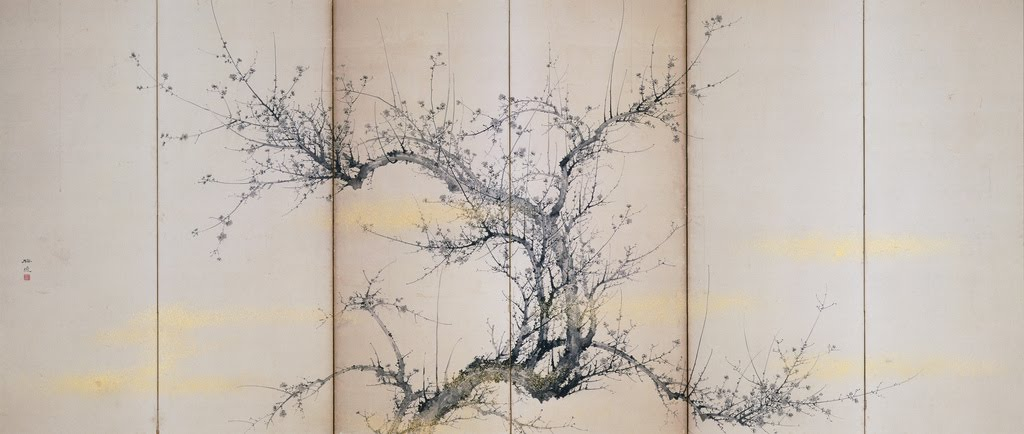
Stellschirm „Pflaume“
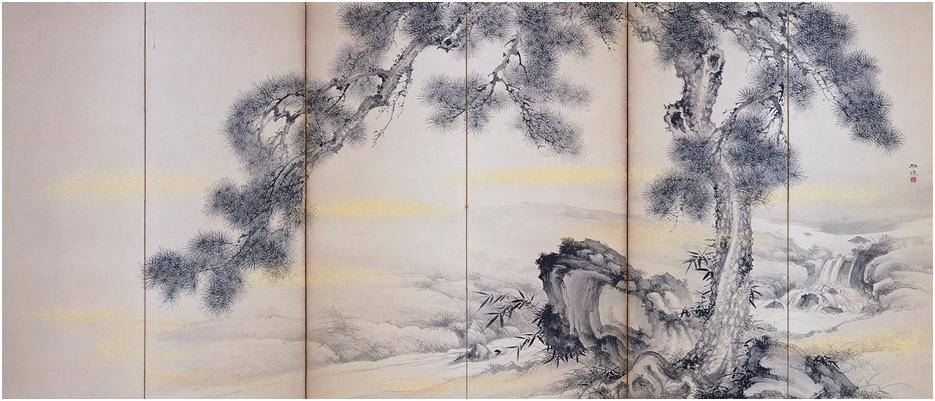
Stellschirm „Kiefer und Bambus“